# Alexandra Amon (astrofysicus)
Dr. Alexandra Amon (Port of Spain, 1991) is een Trinidadiaans-Brits astrofysica en kosmologe. Amon maakt deel uit van het internationale samenwerkingsverband Dark Energy Survey waar ze onderzoek doet naar donkere materie en donkere energie. In 2021 presenteerde ze de resultaten van een drie jaar durend onderzoek naar donkere energie.
Haar zus is marien biologe Diva Amon.

## Wetenschappelijke prestaties
Voor haar proefschrift Cosmology with the Kilo-Degree Lensing Survey ontving Amon de Michael Penston Thesis Prize, een prijs die jaarlijks wordt uitgereikt door de Royal Astronomical Society voor de beste doctoraatsthesis. Ze was de eerste vrouw in meer dan tien jaar die de prijs ontving. Na haar promotie in 2018 begon ze in het kader van het samenwerkingsproject Dark Energy Survey onderzoek te doen naar donkere materie en donkere energie. Als Kavli Fellow aan de Stanford-universiteit analyseerde ze zwakke lenswerking met de tot dan toe grootste precisie.

## Eerbewijzen
- Michael Penston Thesis Prize (2018)[4]
- Fellow van het Kavli Institute for Particle Astrophysics and Cosmology (2018-2021)[5]

## Werken (selectie)
- (en) Blake, C., Amon, A., Childress, M., Erben, T. et al. (9 augustus 2016). The 2-degree Field Lensing Survey: design and clustering measurements. Monthly Notices of the Royal Astronomical Society 462 (4): pp. 4240-4265. DOI: 10.1093/mnras/stw1990.
- (en) Joudaki, S., Blake, C., Johnson, A., Amon, A. et al. (31 oktober 2017). KiDS-450 + 2dFLenS: Cosmological parameter constraints from weak gravitational lensing tomography and overlapping redshift-space galaxy clustering. Monthly Notices of the Royal Astronomical Society 474 (4): pp. 4894-4924. DOI: 10.1093/mnras/stx2820.
- (en) Blake, C., Amon, A., Asgari, M., Bilicki, M. et al. (15 oktober 2020). Testing gravity using galaxy-galaxy lensing and clustering amplitudes in KiDS-1000, BOSS, and 2dFLenS. Astronomy & Astrophysics 642. DOI: 10.1051/0004-6361/202038505.
- (en) Amon, A., Gruen, D., Troxel, M.A., MacCrann, N. et al. (2021). Dark Energy Survey Year 3 Results: Cosmology from Cosmic Shear and Robustness to Data Calibration (pdf).  Gearchiveerd van origineel op 1 juni 2021.